# Joseph von Spiegel zu Peckelsheim
Joseph Raban Georg Karl Freiherr von Spiegel zu Peckelsheim (* 20. Februar 1878 in  Helmern; † 30. November 1949 ebenda) war ein deutscher Landrat und Erbmarschall des Fürstentum Paderborn.

## Herkunft und Familie
Joseph von Spiegel zu Peckelsheim wurde als Sohn der Eheleute Raban Ernst Aloys Freiherr Spiegel von und zu Peckelsheim (Landrat des Kreises Warburg von 1869 bis 1906) und Maria Gräfin  von Mengersen geboren und gehörte dem  westfälischen  Uradelsgeschlecht  von Spiegel zu Peckelsheim an. Die international bekannte Äbtissin Maria Anna Benedicta von Spiegel war seine vier Jahre ältere Schwester. Seine Großeltern waren der Landrat Adolf von Spiegel zu Peckelsheim und Auguste  von Amelunxen.
Joseph war mit Gertrud  von Amelunxen verheiratet. Aus der Ehe stammen die Töchter  Aloysia Jenny Maria Wilhelmine (* 1910), verheiratet mit Karl Wilhelm Clemens Joseph Reichsgraf von Westphalen zu Fürstenberg, und  Regina (* 1926), verheiratet mit Manfred Freiherr von Landsberg-Velen. Durch die Heirat ging der gesamte Gutsbesitz Helmern an die Familie von Landsberg-Velen. 
Raban Graf von Westphalen (Politikwissenschaftler und Hochschullehrer) ist ein Enkel von Joseph von Spiegel zu Peckelsheim.

## Beruflicher Werdegang
Nach der  Abiturprüfung am Gymnasium Marianum studierte Joseph an den Universitäten Göttingen, München und Münster Rechtswissenschaften und wurde am 5. Juni 1903 Gerichtsreferendar beim Oberlandesgericht Hamm. 
Zwei Jahre später war er als Regierungsreferendar bei der   Bezirksregierung Minden tätig. Im Februar 1906 wechselte er zum Landratsamt Warburg und war hier bis zum 11. Juni für seinen schwer erkrankten Vater vertretungsweise Landrat. Ab September 1906 war er bei der Bezirksregierung Münster eingesetzt. 
Am 28. Juni 1907 wurde er – ohne Assessor-Examen – auf Antrag aus dem Staatsdienst entlassen, um sich der Bewirtschaftung seines Rittergutes zu widmen. 
Er war von 1906 bis 1929 Mitglied des Kreistages Warburg und von 1908 bis Frühjahr 1933 Amtsbeigeordneter des Amtes Peckelsheim. Kurzzeitig (Oktober–November 1919) und (September/Oktober 1929) war er wieder  vertretungsweise Landrat in Warburg. 
Mit Wirkung vom 1. November 1933 wurde er definitiv zum Landrat des Kreises Warburg ernannt und blieb bis zum 30. September 1943 im Amt. Vor 1933 war Joseph parteilos und trat am 1. April 1933 in die NSDAP ein. Er war von April 1933 bis April 1937 Mitglied des NSKK und ab 1. Juli 1935 förderndes Mitglied der SS. Mit seiner Ehefrau war er auch Mitglied der Deutschen Adelsgenossenschaft.